# Château de Vaucenay
Le Château de Vaucenay est un château français situé à Argentré, dans le département de la Mayenne et la région des Pays de la Loire. Il est situé à 2 500 mètres au Nord du bourg. On parle aussi du Grand et du Petit Vaucenay.

## Désignation
- La terre et fief du Grand Vaucenay, 1675.
- Vaucenay, château, chapelle, moulin (Hubert Jaillot).
- Le Grand et le Petit Vaucenet, château, ferme (Carte de Cassini).

## Histoire
Il s'agissait d'un fief mouvant de Grenusse ; manoir habité au commencement du XVIe siècle ; chapelle sous le vocable de sainte Anne et qui eut pour chapelain, en 1720, Jean Barbin. Le Château est du XIXe siècle avec une balustrade dans la longueur de la façade.
L'ensemble des archives de Jacques-Ambroise Duchemin de Villiers conservées au Château de Vaucenay, a été microfilmé. Parfois très détaillée, cette correspondance est utilisée dans des travaux historiques.

### Sources et bibliographie
- « Château de Vaucenay », dans Alphonse-Victor Angot et Ferdinand Gaugain, Dictionnaire historique, topographique et biographique de la Mayenne, Laval, A. Goupil, 1900-1910 [détail des éditions] (BNF 34106789, présentation en ligne)